# Barbus melanotaenia
 Barbus melanotaenia és una espècie de peix cipriniforme de la família dels ciprínids.

## Morfologia
Les femelles poden assolir els 3,89 cm de longitud total.

## Distribució geogràfica
Es troba a Libèria.